# Edward Lhuyd
Edward Lhuyd (pronunciado [ˈɬʊid]; ocasionalmente escrito como Edward Llwyd en tiempos recientes, en línea con la ortografía galesa moderna, 1660 - 30 de junio de 1709) fue un naturalista, botánico, lingüista, geógrafo y anticuario galés. También es conocido por la forma latinizada de su nombre, Eduardus Luidius. 

## Biografía
Tras interrumpir sus estudios en Oxford en 1682, fue nombrado conservador del Museo Ashmolean en 1690, donde permaneció hasta su muerte. A partir de 1697 realizó viajes de estudio a las áreas de habla celta de Escocia, Irlanda, Gales, Cornualles y Bretaña. En 1699, con el apoyo financiero de Isaac Newton, publicó la Lithophylacii Britannici Ichnographia, en la que catalogó los hallazgos fósiles de Inglaterra. En 1701 recibió el título de MA honoris causa de la Universidad de Oxford.
En 1707 publicó los resultados de sus expediciones celtas, incluyendo la única descripción científica contemporánea de la gramática y fonología del idioma córnico, en el primer volumen de su Archaeologia Britannica. Para sus descripciones de las lenguas celtas, desarrolló su propia transcripción fonética, en la que grabó, entre otras cosas, el cuento de hadas córnico Dzhûan Tshei en Hɐr. Murió de pleuresía en 1709 antes de poder completar los otros volúmenes.
Fue el responsable de la primera descripción científica y de la denominación de lo que hoy en día se conoce como dinosaurio: el diente del saurópodo Rutellum implicatum (Delair y Sarjeant, 2002). 